# Guglielmo Borghetti

Bischofswappen von Guglielmo Borghetti

Guglielmo Borghetti (* 25. März 1954 in Avenza, Provinz Massa-Carrara, Italien) ist ein italienischer katholischer Geistlicher und römisch-katholischer Bischof von Albenga-Imperia.

## Leben
Guglielmo Borghetti empfing am 17. Oktober 1982 das Sakrament der Priesterweihe.
Am 25. Juni 2010 ernannte ihn Papst Benedikt XVI. zum Bischof von Pitigliano-Sovana-Orbetello. Der Bischof von Fiesole, Mario Meini, spendete ihm am 15. September desselben Jahres die Bischofsweihe; Mitkonsekratoren waren der Bischof von Massa Carrara-Pontremoli, Giovanni Santucci, und der emeritierte Bischof von Massa Carrara-Pontremoli, Eugenio Binini. Die Amtseinführung erfolgte am 26. September 2010.
Papst Franziskus ernannte ihn am 10. Januar 2015 zum Koadjutorbischof von Albenga-Imperia. Die Amtseinführung fand am 25. März desselben Jahres statt.
Mit dem Rücktritt Mario Oliveris am 1. September 2016 folgte er diesem als Bischof von Albenga-Imperia nach.